# Novi Zeland na Olimpijskim igrama 2016.
Novi Zeland je nastupio na Ljetnim olimpijskim igrama u Brazilu 2016. godine.

## Biciklizam
- muški kros: 1 mjesto (Anton Cooper)[1]

## Jedrenje
- RS:X (M): JP Tobin
- laser (M): Sam Meech
- finn (M): Josh Junior
- dvojac - 470 (M): Paul Snow-Hansen & Daniel Willcox
- 49 (M): Peter Burling & Blair Tuke
- RS:X (Ž): Natalia Kosinska
- laser radial (Ž): Sara Winther
- dvojac - 470 (Ž): Jo Aleh & Olivia Powrie
- 49FX (Ž): Alexandra Maloney & Molly Meech
- miks - Nacra 17: Gemma Jones & Jason Saunders[2]

## Plivanje
plivači koji su ostvarili OQT
- 200 m slobodno (Ž): Lauren Boyle
- 400 m slobodno (Ž): Lauren Boyle[3]